# Дома 1120 км
Дома́ 1120 км (рос. Дома 1120 км) — сільський населений пункт без офіційного статусу у складі Ярського району Удмуртії, Росія.

## Населення
Населення — 10 осіб (2010, 6 у 2002).
Національний склад станом на 2002 рік:
- удмурти — 83 %